# Hilarographa monotona
Hilarographa monotona is een vlinder uit de familie bladrollers (Tortricidae). De wetenschappelijke naam van de soort is, als Heppnerographa bathychtra, voor het eerst geldig gepubliceerd in 2005 door Józef Razowski & Volker Pelz. De combinatie in Hilarographa werd in 2007 gemaakt door Razowski & Pelz.

## Type
- holotype: "male. 27.IX.-4.X.2000. leg. Volker Pelz. genitalia slide no. GU 1142-V.P."
- instituut: SMFL, Frankfurt-am-Main, Duitsland
- typelocatie: "Ecuador, Morona-Santiago Prov., Macas, Proaño, Alshi, 5 km. SO Alshi, 1700 m"